# Yahya Ayyash
Yaḥyā ʿAbd al-Laṭīf ʿAyyāsh (in arabo يحيى ﻋﺒﺪ ﺍﻟﻟﻄﻴﻒ عياش ‎?; Governatorato di Salfit, 22 febbraio 1966 – Gaza, 5 gennaio 1996) è stato un ingegnere militare palestinese, comandante del battaglione Samaria delle Brigate ʿIzz al-Dīn al-Qassām. Fu ucciso con un "omicidio mirato" all'epoca in cui primo ministro d'Israele era Shimon Peres.

## Biografia
Nacque a Rafat, un piccolo villaggio della Cisgiordania vicino a Nablus, da una famiglia di modesti agricoltori. Primo di tre fratelli, da bambino si mostrò decisamente legato alla religione islamica, ricevendo un premio dall'Islamic Trust per la sua bravura nella memorizzazione del Corano. Da ragazzo dimostrò una certa propensione per il lavoro da elettricista e da meccanico, riparando radio, televisori ed altri apparecchi elettronici. Dopo aver conseguito il diploma superiore, nel 1985, s'iscrisse alla Università di Bir Zeit nel 1987, laureandosi nel 1991 in elettrotecnica.

### Militanza in Hamas
Ayyash è collegato alla crescita della tecnica del terrorismo suicida, all'interno del conflitto israelo-palestinese, avendo costruito le bombe utilizzate in numerosi attacchi suicidi da parte di Ḥamās. Inoltre, all'interno di un'alleanza strategica fra Hamas e il Movimento per il Jihad Islamico in Palestina, fornì a quest'ultima gli ordigni per il massacro di Beit Lid compiuto all'inizio di gennaio 1995.
A causa del fatto che il TNT ed altri potenti esplosivi non erano facilmente recuperabili nei territori sottoposti all'autorità dell'Autorità Nazionale Palestinese, (ossia Gaza e Cisgiordania), ʿAyyāsh usò spesso una mistura di acetone e detergenti, entrambi prodotti commerciali di semplice reperimento. Combinate insieme, tali due sostanze formano il perossido di acetone, un esplosivo conosciuto con il nome di "Madre di Satana" per la sua instabilità.
Gli attentati da lui organizzati causarono la morte di circa novanta cittadini israeliani.

### Ramat Efal
Ayyash attirò l'attenzione delle Forze di difesa israeliane per la prima volta a seguito del fallito attentato a Ramat Efal, un villaggio vicino a Tel Aviv, nel novembre 1992. Tre presunti attentatori suicidi vennero fermati a bordo di un'automobile dalla polizia israeliana, dopo un lungo inseguimento. Quando gli agenti perquisirono il mezzo, vi trovarono a bordo cinque taniche di carburante da 25 litri l'una, collegate ad un detonatore a perossido di acetone. Dopo aver evacuato l'area, gli artificieri utilizzarono un piccolo robot per colpire il detonatore, nella speranza di metterlo fuori uso. Invece questo causò un'enorme esplosione, che all'interno di un'area abitata avrebbe potuto causare centinaia di vittime. Negli interrogatori svolti dagli investigatori sui tre arrestati, venne fatto per la prima volta il nome di ʿAyyāsh.
Abilissimo nel travestirsi, Ayyash fu l'uomo più ricercato in Israele per tre anni, nonché l'obiettivo di una massiccia caccia all'uomo. Per i palestinesi invece fu un eroe.

### Uccisione e conseguenze
A seguito dell'assassinio di Yitzhak Rabin, l'ANP iniziò a collaborare più da vicino con lo Shin Bet nelle indagini su ʿAyyāsh. Lo Shin Bet, attraverso sistemi rimasti secretati, venne a sapere che "l'Ingegnere" aveva saltuariamente soggiornato a Gaza presso l'abitazione di un certo Osāma Ḥamad, un suo vecchio amico di infanzia.
Nell'ottobre del 1995 alcuni agenti dello Shin Bet entrarono in contatto con Kāmil Ḥamad, uno zio di ʿAyyāsh, per convincerlo a collaborare. Kāmil Ḥamad chiese in cambio denaro e una carta di identità israeliana per sé e sua moglie. Per tutta risposta i funzionari israeliani lo minacciarono di informare Ḥamās del suo tentativo di tradimento, non lasciando scelta all'uomo. Questi venne fornito di un telefono cellulare, e gli fu detto che tale apparecchio era dotato di una ricetrasmittente nascosta, cosa che avrebbe permesso agli agenti di Israele di sorvegliare le comunicazioni di ʿAyyāsh. In realtà, il telefono cellulare era stato riempito anche con 15 grammi di RDX una sostanza esplosiva di grande potenza.
Sapendo che ʿAyyāsh era solito utilizzare il cellulare di Osāma, Kāmil Ḥamad consegnò il telefono-ordigno al nipote. Alle 8 del mattino del 5 gennaio 1996, ʿAyyāsh venne chiamato su tale telefono dal padre: la conversazione venne intercettata da un aereo israeliano e rimbalzata a un posto di comando. Appena ricevuta la conferma circa l'identità della persona al telefono, lo Shin Bet fece esplodere a distanza il dispositivo.
Al suo funerale parteciparono circa 100.000 palestinesi. Ḥamās replicò due mesi più tardi con quattro attentati suicidi, a Gerusalemme e Ashkelon, provocando oltre sessanta vittime israeliane, la maggior parte delle quali erano bambini che si apprestavano a festeggiare la festa di Purim. L'operazione mise termine agli sforzi di Yasser Arafat di convincere la dirigenza di Ḥamās a presentare propri candidati alle Elezioni generali palestinesi del 1996.
Seguendo un orientamento costante, Israele non negò né confermò la propria partecipazione all'"omicidio mirato", suscitando ampie speculazioni sul proprio grado di coinvolgimento. Tre giorni dopo l'uccisione di ʿAyyāsh, il capo dello Shin Bet rassegnò le proprie dimissioni, per non aver saputo prevenire l'omicidio di Rabin.
All'interno di Ḥamās, ʿAyyāsh fu sostituito da uno dei suoi protetti, Muhyi al-Din Sharif detto "l'Elettricista". Da quel momento, unitamente alla strategia israeliana degli omicidi mirati, si registrò un consistente declino dell'efficacia degli attentati suicidi. Al momento dell'omicidio di ʿAyyāsh, il confine fra Israele e la Cisgiordania era piuttosto poroso, rendendo abbastanza agevole per gli attentatori entrare non notati in Israele. Da quel momento le barriere di separazione costruite sul confine con la Cisgiordania e su quello con Gaza hanno reso tali operazioni decisamente più complesse.